# 자살다리

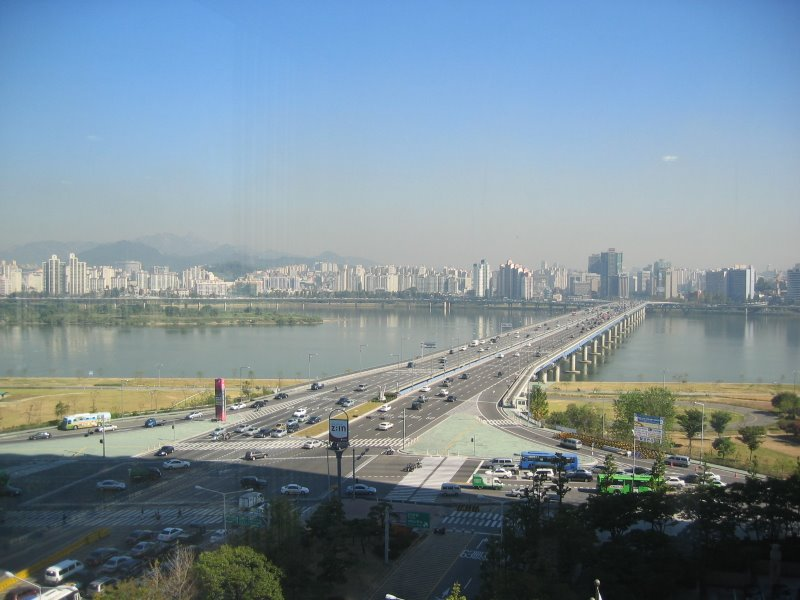
대한민국 서울의 마포대교는 대한민국에서 일어나는 수많은 자살 가운데 자살의 명소로 곧잘 사용되어 "자살다리", "죽음의 다리"라는 별명이 붙었다.

자살다리(suicide bridge)는 자살의 명소가 된 다리를 뜻하며, 대개 난간 너머로 뛰어내려 물 속에 빠지거나 지면에 부딪히게 된다. 높은 다리에서 물 속으로 떨어지는 것은 치명적일 수 있지만 때로는 떨어진 사람들이 살아나기도 한다. 금문교의 법의학자는 투신자들의 신체가 시속 130km로 부딪힘에 따라 심각한 장기 손상(다중 장기 파열), 목이나 골반 따위의 골절 등등의 부상을 입은 채 끔찍한 죽음을 맞이한다고 말한다.
자살하고자 하는 사람들은 때때로 투신을 감행할 장소에 닿기 위해 먼 거리를 걸어야 한다. 예를 들어 금문교에서 뛰어내리기 위해 차로 샌프란시스코-오클랜드 베이 브리지를 건너는 사람들이 있다.

## 예방
자살예방 지지자들은 투신 자살이 다른 수단보다 좀 더 순간적인 충동에 좌우되는 경향이 있으며, 다리에 자살하지 못하도록 장벽을 설치하면 이러한 비극을 줄이는 데 상당한 효과를 볼 수 있다고 믿는다. 한 연구는 워싱턴 D.C.의 자살의 명소로 꼽히는 듀크엘링턴교에 장벽을 설치한 결과 근처의 태프트교의 자살율의 상승을 초래하지 않았다는 것을 보여준다. 영국의 클리프턴 현수교(en:Clifton Suspension Bridge)과 같은 여타의 유명한 자살다리에 장벽을 세웠을 때 비슷한 결과를 볼 수 있었다: 미국에서는 유가족과 마음이 아픈 사람들을 돕는 단체들이 정부가 비슷한 장벽을 세우도록 압박했다. 400명이 넘는 사람들이 뛰어내린 것으로 기록되어 한때 북아메리카에서 두 번째로 많은 사람이 죽어나간 다리로 여겨졌던 캐나다 토론토의 프린스 에드워드 고가교의 빛나는 베일도 자살 방지 장벽의 일종이다.

## 예시

### 호주

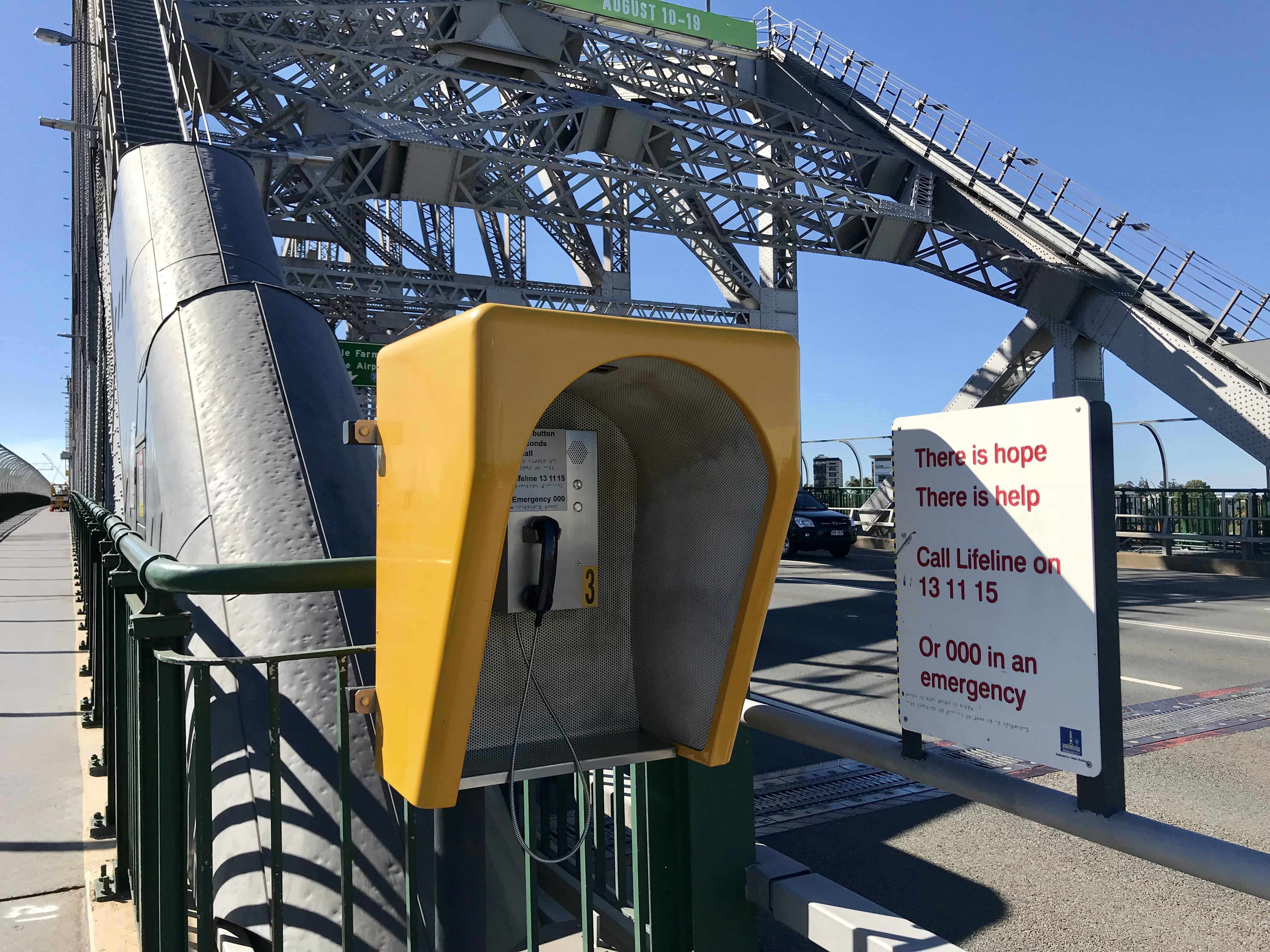
브리즈번의 Story Bridge footpath 에 설치된, 자살 예방 핫라인으로 통하는 무료 공중전화

시드니 하버 브리지, 센트럴코스트의 무니 무니 브리지, 멜버른의 웨스트게이트 브리지, 브리즈번의 스토리 브리지가 자살의 명소로 유명하다. 시드니 하버 브리지는 자살 방지 장벽이 있다. 2009년 2월에 아버지가 네 살 배기 여자아이를 다리 너머로 집어던져 살해한 사건 후에 웨스트게이트 브리지에 임시 자살 장벽이 콘크리트 충격 장벽에 철제 그물 울타리가 용접된 형태로 세워졌다. 현재 영구적인 자살 장벽이 2,000만 달러를 들여 다리 전 구간에 걸쳐 세워졌으며 이후 자살율이 85%까지 떨어졌다.

### 캐나다
- 앨버타 에드먼턴의 하이레벨교(:en:High Level Bridge (Edmonton))는 자살다리로 여겨진다. 얼마나 많은 사람들이 이 다리에서 자살했는지는 알려지지 않았지만, 최소한 25명 이상이, 그 중 10명은 2012-2013년에 자살했다. 또한 자살 미수도 흔히 일어났다. 자살 방지 장벽이 자살 예방 표지판, 생명의 전화와 함께 설치되었다.[9]
- 퀘벡 몬트리올의 자크카르티에교(:en:Jacques Cartier Bridge)는 자살다리로 여겨진다. 2004년에 자살 방지 장벽이 설치되었다. 그 전까지는 다리에서 해마다 10명씩 죽어나갔다.[10]
- 온타리오 토론토의 프린스 에드워드 고가교는 자살다리로 여겨졌었다. 2003년까지 500명에 가까운 사람들이 자살한 이후 이 구름다리는 샌프란시스코의 금문교에 이어 북아메리카에서 두 번째로 치명적인 구조물로 자리매김하였다.[11] 자살 방지 장벽이 2003년에 설치된 이후로는 자살률은 0%로 떨어졌다.
- 앨버타 레스브리지의 레스브리지 고가교는 자살다리로 여겨져, 지역사회에서는 사망교(Deathbridge)라고 불린다. 100년이 넘는 세월 동안 얼마나 많은 사람들이 이 다리에서 자살했는지는 아무도 모른다. 다리 입구에 자살 예방 표지판이 설치된 것 외에 이렇다할 조치는 없었다.[12]

### 체코
체코 프라하의 누슬레교에서 300여명이 자살하기 위해 뛰어내렸다. 1997년에 3미터 높이의 장벽이 투신을 막기 위해 설치되었다. 2007년엔 울타리를 기어오르는 것을 불가능하게 하기 위해 울타리 위에 90cm 높이의 strip of polished metal를 설치했다.

### 남아프리카
- 남아프리카 이스턴케이프 주 포트엘리자베스 근방의 반스타덴스교(:en:Van Stadens Bridge)에서 88명의 사람들이 죽기 위해 뛰어내렸다.[16] 그 이후로 장벽이 설치되었다.

### 대한민국

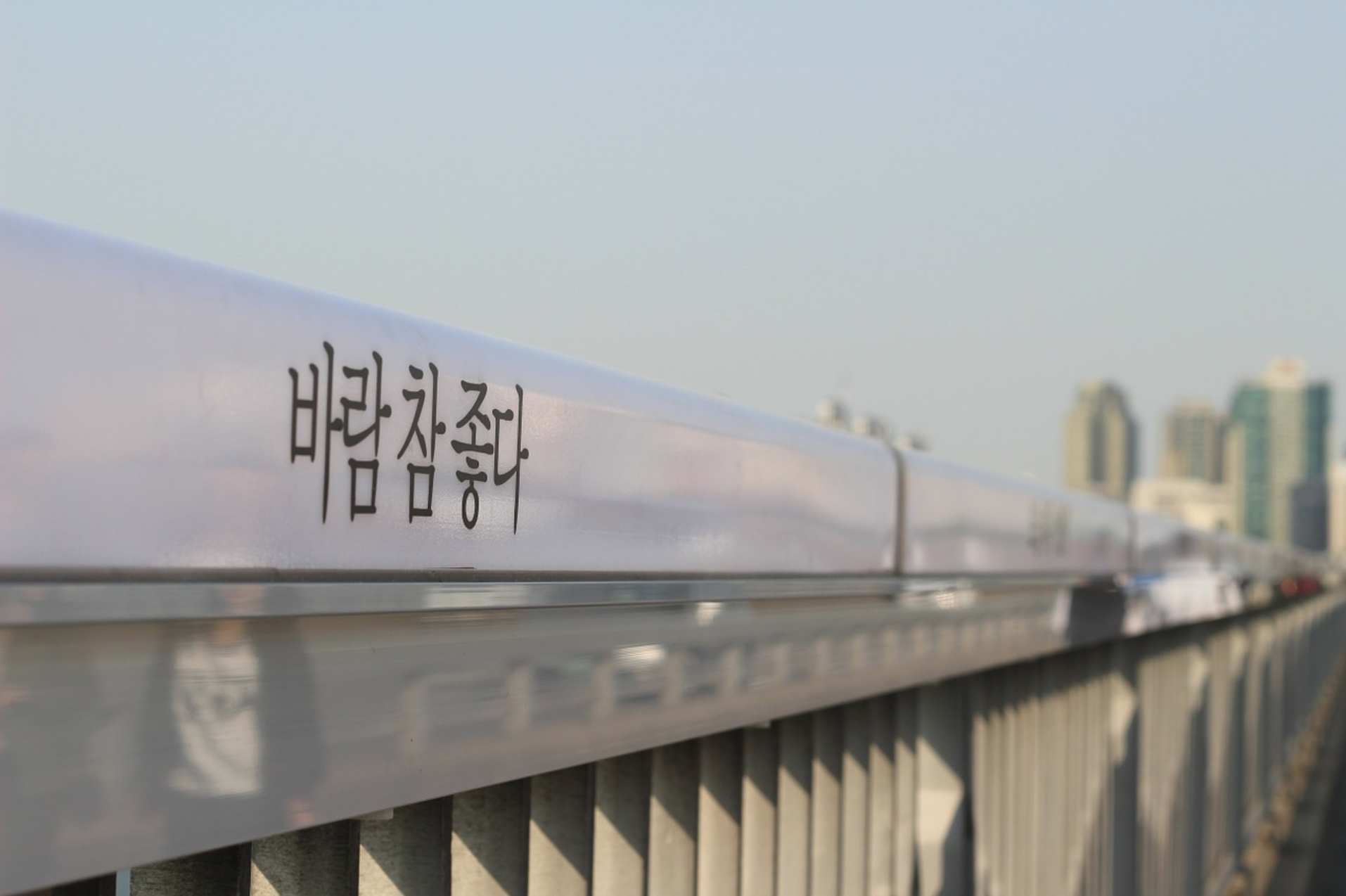
자살 예방을 위해 서울의 마포대교에 게시한 문구.

- 대한민국의 마포대교는 자살이 빈번히 일어나[17][18] "자살다리", "죽음의 다리"라는 별칭이 붙게 되었다.[19][20][21][22][23][24][25] 대한민국 당국은 다리에 "생명의 다리"라는 별명을 붙이고 난간에 희망찬 메시지를 게시하여 이를 막고자 하였다.[26]  다만 오히려 이로 인해 자살이 늘었다고 한다.

### 영국
- 브리스톨의 클리프턴 현수교는 이점바드 킹덤 브루넬이 설계했으며 1864년에 완공되었다. 그 이후로 500명이 넘는 사람들이 뛰어내려 자살다리라는 오명을 얻었다. 사마리탄즈의 전화번호를 알리는 명판이 붙어있다. 1998년에 자살 방지 장벽이 세워졌으며, 이후 자살자의 수가 절반 정도로 떨어졌다.[27] CCTV도 다리에 설치되었다.
- 런던의 주목할만한 자살다리로는 혼세이레인교(en:Hornsey Lane Bridge)가 있는데,[28] Archway Road의 일부를 이루며 하이게이트(en:Highgate)와 크라우치엔드(en:Crouch End) 지역을 잇는다. 이 다리에서 세인트 폴 대성당, 더 샤드와 같은 주목할만한 랜드마크를 볼 수 있다. It was the venue for the mental illness campaign group Mad Pride's inaugural vigil in 2000,[29] and was the subject of Johnny Burke's 2006 film The Bridge.[30] 2010년 말엽에 남자 셋이 다리에서 뛰어내렸을 때 지역주민들이 더 나은 자살 방지 대책을 세우기 위해 캠페인을 조직하였다.[31] 2015년 10월에는 이즐링턴구의회, 해링게이구의회에서 런던 교통 공사의 안전 장벽 건설 계획을 승인하였다.[32]

- 킹스턴어폰헐의 험버교에서는 1981년에 완공한 이후로 200명이 넘는 사람들이 자살하였다. 1990년부터 2001년 2월까지 험버 구조팀은 64건의 자살 시도자 구조 신고를 받았다.
- 사우샘프턴의 이첸 교(en:Itchen Bridge)도 유명한 자살다리인데, 이첸 강(Itchen)과 테스트 강()의 합류지점을 가로지른다.이첸 교가 완공된 이후 200명이 넘는 사람들이 자살했고 사마리탄즈(en:Samaritans)의 주목을 받아 인터콤이 설치되었다.

### 미국

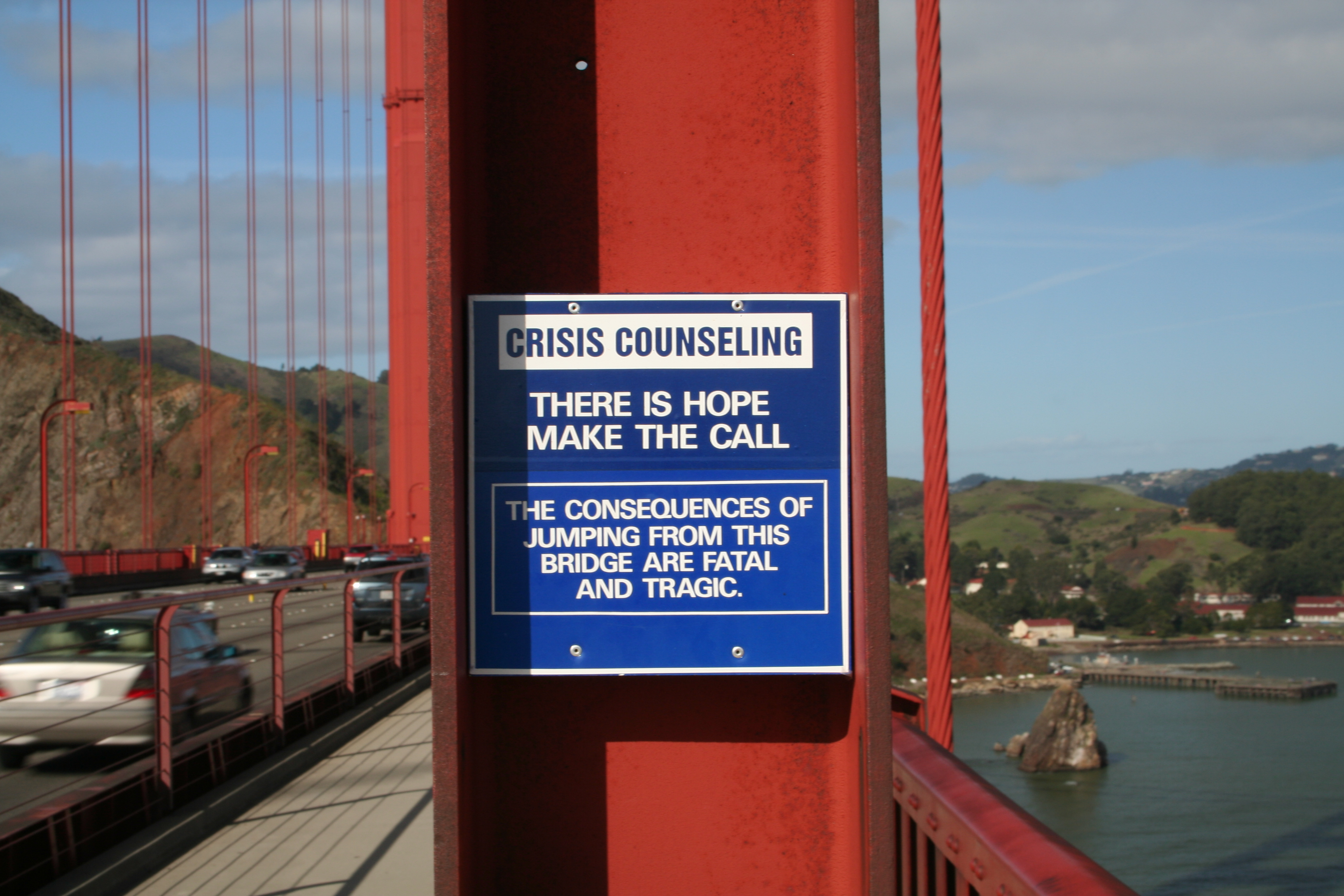
이 금문교에 설치된 표지는 자살 예방을 목적으로 crisis hotline으로 연결되는 특별한 전화기를 홍보한다.

- 샌프란시스코의 금문교에서 난징 창장대교[33] 다음으로 많은 사람들이 자살했으며, 2012년 당시까지 1,600여명이 자살했고 알려지지 않은 자살까지 합치면 더 많을 것이다.[34] 다큐멘터리 영화제작자 에릭 스틸은 2004년에 한 달 동안 금문교를 촬영받는 것을 허가받기 위해 다리 위원회를 속였으며 23건의 자살 장면을 그의 다큐멘터리 영화 The Bridge (2006)에 담아냈다는 것을 밝혀 논란을 불러일으켰다. 2005년 5월에, 샌프란시스코의 감독관 Tom Ammiano는 다리에 자살 방지 장벽을 설치하는 것에 대한 연구를 진행할 자금을 댈 것을 제안하였다.[35][36] I2014년 6월에 금문교에 자살 장벽을 설치하는 안건이 승인되었다.[37]
- 시애틀 워싱턴에서는 230명이 넘는 사람들이 조지 워싱턴 기념교에서 자살했으며, 결국 이 다리는 미국에서 두 번째로 많은 사람이 자살한 다리가 되었다.[38][39] 2007년 1월까지 10년 동안 거의 50명의 사람들이 뛰어내렸고, 2006년에는 아홉 명이 죽었다.[40][41] 2011년 2월 16일에 $5,000,000를 들여 자살 방지 방벽이 세워졌다.

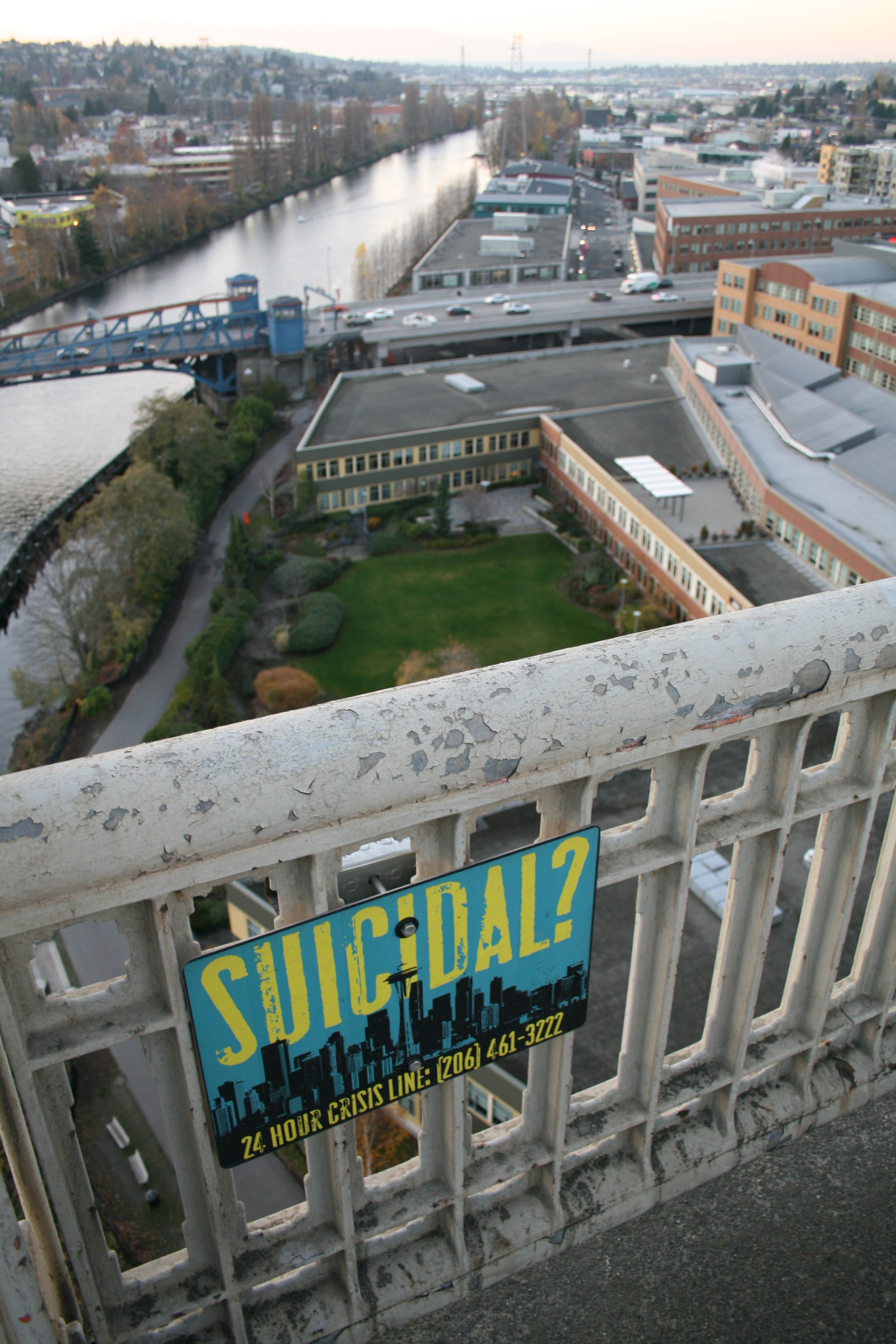
시애틀 조지 워싱턴 기념교(오로라교)의 자살 방지 핫라인

- 샌디에이고-코로나도교는 미국에서 세 번째로 많은 사람이 자살한 다리이며, 그 다음은 플로리다 세인트피터즈버그의 선샤인스카이웨이교다.[42]
- 캘리포니아 샌타바버라 군의 State Route 154가 지나가는 Cold Spring Canyon Arch Bridge는 1964년에 완공한 이래 55명이 추락사했고,[43] 그 중 7명은 2009년에 죽었다. 2005년에 장벽을 설치하고자 시도하였으며 2012년 3월에 안전 장벽/울타리의 완공으로 이어졌다.[44][45][46]
- 캘리포니아 패서디나의 콜로라도 스트리트교에도 자살 방지 장벽이 설치되어있다.[출처 필요]
- 20세기에 펜실베이니아 필라델피아의 위사힉콘 기념다리()에서 수많은 사람들이 뛰어내림에 따라 경찰서가 설치되었다.[47]
- 최근에[언제?] 미주리주의 세인트루이스와 일리노이주의 이스트세인트루이스()를 잇는 Eads Bridge는 재개장한 이후로 18명 정도의 자살사고가 있었다.[출처 필요]
- 코넬 대학교에선 1970년대부터 2010년까지 수많은 사람들이 캠퍼스의 다리에서 협곡으로 뛰어내렸다().[출처 필요]
- 웨스트버지니아주 페이엣빌의 뉴리버고지교도 자살다리로 여겨진다.[48][49]
- 세크리터리 마을 근처의 메릴랜드 루트 14 중간에 자살다리가 있다.

## 같이 보기
- 모방 자살
- 자살 명소
- 자살 관광
- Lover's Leap